# Българско училище „Д-р Петър Берон“ (Норич)
Българско училище „Д-р Петър Берон“ е училище на българската общност в Норич, Англия. То е десето по ред българско училище в страната, основано на 8 януари 2012 година. Негов основател и организатор е Д-р Клери Костова – Балцер.

## История
Идеята за създаване на неделното българско училище в Норич принадлежи на г-жа Клери Костова – Балцер, която е инициатор и на създаденото през февруари 2011 година българско дружество, наречено „Българите в Норич и Норфолк“ (BNN).
При откриването му на 8 януари 2012 година присъстват българския посланик Любомир Кючуков и директорката на училището при посолството в Лондон Снежина Мечева, която дарява български букварчета и учебни материали. Присъстват също обществени дейци от Норич, спонсори и приятели на България като г-н Па Муса Джобартен – координатор на организацията „Бридж плъс“ и ръководител на обществото на етническите групи в Норфолк, г-жа Паола Коломбо и г-ца Амрита Кулкани – мениджъри в организацията „Майнд“.